# بولس سلامة
بولس سلامة شاعر و ادیب لبنانی (۱۹۰۲–۱۹۷۹ م) است. از آثار او عبارتند از:
- عید الریاض (ملحمة)
- عید الغدیر (ملحمة إسلامیة) ، تناول فیها سیرة أهل البیت (علیهم السلام) فی أهم ما یتصل بهم واختتمها بمأساة کربلاء ، وقد انتج هذه الملحمة علی فراش الالم کما یُذکر ، وذلک باقتراح من المرحوم الحجة السید عبدالحسین شرف الدین
- من شرفتی
- خبز و ملح
- تحت‌السندیانة
- لیالی الفندق
- مع المسیح
- حدیث العشیة
- الصرع فی الوجود
- حکایة عمر
- عید الستین
- الامیر بشیر
- مذکرات جریح
- فلسطین و اخواتها
- علی و الحسین